# تپه هاد دره سی
تپه هاد دره سی مربوط به دوره اشکانیان - دوره ساسانیان است و در شهرستان ماهنشان، بخش مرکزی، دهستان ماهنشان، روستای ساری آغل، ۳ کیلومتری شرق روستای ساری آغل واقع شده و این اثر در تاریخ ۱۸ اسفند ۱۳۸۷ با شمارهٔ ثبت ۲۵۳۴۱ به‌عنوان یکی از آثار ملی ایران به ثبت رسیده است.